# Isotomurus fucicolus
Isotomurus fucicolus is een springstaartensoort uit de familie van de Isotomidae. De wetenschappelijke naam van de soort is voor het eerst geldig gepubliceerd in 1891 door Reuter.